# دماء و الطائیین
شهر دماء و الطائیین (به عربی: دماء والطائیین) در الشرقیه در کشور عمان واقع شده‌است. جمعیت این شهر ۱۷٫۲۲۲ نفر است.